# ショックトルーパーズ
『ショックトルーパーズ』（Shock Troopers）は、ザウルスのMulti Video System（MVS）用アクションシューティングである。
なお、同作の続編である『ショックトルーパーズ セカンドスカッド』（Shock Troopers 2nd Squad）も本項で解説する。

## ショックトルーパーズ
人間のキャラクターを操作し、銃やナイフ、拾った武器を駆使して襲ってくる敵を倒しながらステージを進む、『怒』シリーズや『戦場の狼』系譜のミリタリーアクションである。
本作は家庭用のNEOGEOおよびNEOGEO CDへの移植はされなかったが、後にSNK ARCADE CLASSICS Vol.1やNEOGEO Station、バーチャルコンソール、アケアカNEOGEOなどに移植されている。

### システム
8人のプレアブルキャラから一人を選んで単独で出撃するロンリーウルフモードと、同じく8人の中から3人を選択してチームを編成して戦うチームバトルモードがある。チームバトルにおいてはキャラクター毎に相性が設定されており、相性のいいメンバーでチームを組むとステージ開始時の
操作は8方向レバー+4ボタンで、ボタンはそれぞれ、ショット、回避、特殊攻撃、キャラクターチェンジ（チームバトルのみ）、またショットボタンを押し続ける事で向きを固定したまま移動が可能となる。特殊攻撃、いわゆるサブウェポンは取得アイテムにより変更される事はなくキャラクターにより固定されている。
テロ組織の拠点である「ブラッディスコーピオン」を目指し、ゲームスタート時に山岳ルート、ジャングルルート、渓流ルートの3つから選んで攻略する。途中ステージ3クリア後に再度ルート選択ができる。そこで別ルートを選択すると貨物列車の上で戦うステージが挿入される。全6ステージ（＋貨物列車ステージ）で、ルート選択での変化は特に無い。各キャラクター毎にステージの得意・不得意が設定されており、得意なステージではステージ開始前にボーナスとして多くライフが回復する。
武器
- ヘビーマシンガン - 連射のきくマシンガン。
- バルカン - 連射のきくマシンガン。
- ヘビーマシンガン - ヘビーマシンガンの上位武器。
- 火炎放射器 - 強力な炎で敵を焼く。
- 3WAY - 3方向に発射できる銃器。
- タンク・バスター -戦車に対して強力な力を発揮する。

アイテム
- スピードアップ - 移動速度アップ。
- ドリンク - 体力回復（小）。
- 救急箱 - 体力回復（大）。
- ボムアップ - 特殊武器の補充。
- 赤ダイヤ - 画面内の敵全滅。
- 青ダイヤ - ボーナス。
- 黄ダイヤ - 一定時間無敵。

### ストーリー・設定
脳医学の権威「ジョージ・ダイアモンド」博士の行方がわからなくなり数週間、ジョージ博士の孫娘である「セシリア・ダイアモンド」も続けて行方知れずとなってしまった。FBIはプロによる計画的な犯行と断定。捜査の結果、テロ組織「ブラッディ・スコーピオン」の犯行と判明した。
ジョージ博士は、幼い頃から病弱であったセシリアの為に治療薬を研究し、その結果生み出されたβ205は痛みを感じずより強靭な肉体を与える禁断の薬であった。薬の存在を知りこの効果に目をつけたブラッディ・スコーピオンは博士を拉致し、組織の兵士をβ205で無敵化することに成功した。だが、β205は無敵ではあっても不死身ではない、博士はβ205以前にα301を開発しており、α301はセシリアには全く不要な人格の変貌をもたらす超人育成薬であった。その存在を知ったブラッディ・スコーピオンは博士にα301の開発製造を命じる。α301開発を博士は拒否するが、ブラッディ・スコーピオンはセシリアを誘拐、人質として改めてα301の製造を命じていた。
FBIが捜査によりブラッディ・スコーピオンがα301を狙っているところまで突き止めた時点で米国政府は事の緊急性を鑑み、極秘裏に各国の精鋭たる傭兵8人からなる特殊部隊「バルカンチーム」を結成する。ブラッディ・スコーピオンの壊滅およびジョージ博士とその孫娘セシリアの救出を目的とした「デルタ・ストーム作戦」は米大統領により認可され発動した。バルカンチームの中にはセシリアの幼馴染である「ジャッカル」の姿もあった。

バルカンチームは、山岳、ジャングル、渓流の3つのルートからブラッディ・スコーピオン本拠地に進行し、β205の力で強靭化した兵士達に苦しめられながらもブラッディ・スコーピオンを追い詰める。ブラッディ・スコーピオン首領は、自分さえ生きていればブラッディ・スコーピオンは不滅と宣言、セシリアを人質として飛行機で逃亡を図るが、バルカンチームは飛び立とうとする飛行機の背にバイクから飛び乗る事に成功する。
いよいよ追い詰められたブラッディ・スコーピオン首領は再びセシリアと共にバルカンチームの前に姿を現す。だが、セシリアを人質とすることはせず単身突撃してくる、そして首領は攻撃を受けてもまるでひるむことがない。α301を完成させたのだろうか？だが、豪雨のように降り注ぐ弾丸の嵐に遂に首領は膝を落とし、そして飛行機から落下、バルカンチームはブラッディ・スコーピオン壊滅の任務を成功させた。

### キャラクター

#### プレイヤー
プレイヤーキャラクターは全てコードネームである。
ジャッカル
声 - 大船太洋
セシリアの幼馴染であるアメリカ人男性。天安門事件を目撃した事をきっかけに軍に入隊する。危険を好み正義を嫌い、どのようなミッションにおいても命がけで参加する。
ジャッカルはコードネームであるが、幼馴染のセシリアもジャッカルの名で呼ぶ程度には幼い頃から使い続けている名である。
トム・クルーズをイメージして作成が始まったキャラクタ―。
ミルキー
声 - 速水玲奈
100人強のテロ組織をほとんど1人で壊滅させた実績をもつ23歳のアメリカ人女性。身長は167cm。バルカンチームは選抜メンバーであるが、ミルキーのみ志願による参加となっている。
ロキ（狼旭）
声 - 轟金之介
中国の基地が襲撃を受けた際に、唯一素手で生還した中国人男性。湾岸戦争で恋人を失って以来、任務により力を注ぐようになった。
サザンクロス
声 - 嘉地しん吉
感情を制御出来ず怒りで我を忘れてしまい数多くの命を奪ったタンザニア人男性。行為の後に毎度後悔はしている。父は正義の戦士として故郷では尊敬されていたがブラッディ・スコーピオンとの戦いで命を落としている。
マリー・ビー
声 - いさりび涼江
CIAの諜報員であり暗殺者である24歳のドイツ人女性。身長は165cm。ベルリンの壁崩壊を受けて17歳でKGBに潜入、19歳でアメリカに移住する。元恋人はマリーと別れた後にブラッディ・スコーピオンに殺害されている。
リオ
声 - 木田イサム
子供の頃に記憶を失い軍隊で生活をしていた謎の男性。ジャングルでの任務を好み、任務の失敗は一度もない。
ランボーをモデルとしたキャラクタ―。
マル
声 - 土屋かえる
15歳でMITを卒業したイギリス人男性。ハッカーとして活躍しCIAにスカウトされる。IT技術者であり傭兵ではなく実は身体能力が高いなどという事も無いがバルカンチームに選抜される。一応、訓練は受けている。
ビッグ・ママ
声 - 天堂十和子
パナマ侵攻や湾岸戦争にも参加したアフリカ系アメリカ人女性。怪力の持ち主で普段は麻薬の取り締まりを行っている。双子の娘を持つ母でもある。

#### その他のキャラクター
セシリア・ダイアモンド
声 - 内海結香
本作のヒロイン。既に両親は亡く、幼い頃から病弱で友と呼べる存在はジャッカルだけだが、そのジャッカルの行方もわからない。ゲーム開始の少し前にブラッディ・スコーピオンに拉致されたため、ジャッカルが助けにきてくれることを願っている。
ジョージ・ダイアモンド
セシリアの祖父であり唯一の肉親である脳医学者。セシリアの正体不明の病に対処するために生成してしまったα301（およびβ205）が原因でブラッディ・スコーピオンに拉致されてしまう。
ブラッディ・スコーピオン首領
本作のラスボス。銃火器や剣戟、肉弾戦を駆使する最強の敵。

### 移植版
| No. | タイトル                            | 発売日         | 対応機種                           | 発売元             | メディア                          | 備考             |
| --- | ----------------------------------- | -------------- | ---------------------------------- | ------------------ | --------------------------------- | ---------------- |
| 1   | SNK ARCADE CLASSICS Vol.1           | 2008年4月29日  | PlayStation Portable               | SNK                | UMD ダウンロード                  |                  |
| 2   | ショックトルーパーズ                | 2011年8月25日  | PlayStation 3 PlayStation Portable | SNK                | ダウンロード NEOGEO Station       | 配信終了         |
| 3   | ショックトルーパーズ                | 2012年5月22日  | Wii                                | D4エンタープライズ | ダウンロード バーチャルコンソール | 配信終了         |
| 4   | アケアカNEOGEO ショックトルーパーズ | 2017年3月3日   | Nintendo Switch                    | ハムスター         | ダウンロード アケアカNEOGEO       | 海外版も収録     |
| 5   | アケアカNEOGEO ショックトルーパーズ | 2018年1月25日  | PlayStation 4 Xbox One             | ハムスター         | ダウンロード アケアカNEOGEO       | 海外版も収録     |
| 6   | アケアカNEOGEO ショックトルーパーズ | 2018年10月26日 | Windows 10                         | ハムスター         | ダウンロード アケアカNEOGEO       | 海外版も収録     |
| 7   | アケアカNEOGEO ショックトルーパーズ | 2021年12月16日 | iOS Android                        | ハムスター         | ダウンロード アケアカNEOGEO       | 海外版も収録     |
| 8   | アケアカNEOGEO セレクション Vol.1   | 2024年12月12日 | Nintendo Switch                    | SNK                | Switch用ゲームカード              | 収録ソフトの一つ |

PlayStation Portable版
SNKにより移植、発売された『SNK ARCADE CLASSICS Vol.1』の1タイトルとして収録。設定イラスト、サウンドなどが楽しめる「ギャラリーモード」や、クリア条件が課せられる「チャレンジモード」も搭載されている。
NEOGEO Station版
未発売のAES版の移植。ライフ回復ボーナス（キャラ相性とステージ相性）が存在しない。
アケアカNEOGEO版
MVS版の移植。ライフ回復ボーナス（キャラ相性とステージ相性）が存在しない。

## ショックトルーパーズ セカンドスカッド
『ショックトルーパーズ セカンドスカッド』（Shock Troopers 2nd Squad）は1998年に稼働したアーケード作品。
基本的なゲーム性や世界観は前作と同じである。登場人物は一新されているものの、前作の2年後の設定となっている。
本作は前作同様に家庭用ネオジオでの発売は行わないと当初発表されたが、MVS版稼働から半年後に発売されている。後にバーチャルコンソールおよびアケアカNEOGEOなどに移植されている。

### システム（セカンドスカッド）
基本的な操作は前作を踏襲しているが、今作では回避ボタンがジャンプボタンに変更された。またチームバトルは廃止されたためDボタンは未使用になる。
ルート選びは1ステージ目は固定、2ステージ目で空軍ルートと海軍ルートに別れ、4ステージ目移行は固定になる。
新しい要素として3種類の乗り物に搭乗できるようになった。ゲームオーバー後にプレイ内容から30段階の成績判定がされるようになった。
接近攻撃
接近攻撃で敵兵を倒すとアイテムが出現する。本作にはアイテムボックスが存在しないため、接近攻撃はライフやパワーストック、ウェポンなどのアイテムを出すために必要な方法となる。また、接近攻撃をキャンセルしてジャンプすることで、近くの敵を攻撃している最中に、他の敵から弾を撃たれてしまうのを回避することができる。
アイテム
- パワー - 3つ集めるとショットレベルが一段階アップし、最高二段階（レベル3）までパワーアップできる。
- ウェポン - ウェポンの残弾数が増える。
- ライフ - ライフゲージが一定量回復する。
- エネルギー - エネルギーゲージが一定量回復（スペシャルショット使用時のみ出現）。
- 勲章ボーナス - 得点ボーナス。
- プレートボーナス - ステージクリア時にボーナス得点が加算される。プレイキャラによって集めるプレートが異なる。文字の組み合わせは下記の太文字になる。
  - レオン：LION HEART
  - エンジェル：CERAMIC ARMS
  - ルル：LIGHTNING EYES
  - トーイ：ICE RAIN
  - レオン+エンジェル：MAD BEASTS
  - レオン+ルル：WILD WINDS
  - レオン+トーイ：STEEL SHARKS
  - エンジェル+ルル：BLOODY ROSES
  - エンジェル+トーイ：KILLER BEES
  - ルル+トーイ：NEO STARS

スペシャルウェポン
4種類の特殊攻撃。エネルギーゲージを消費することにより、強力なショットを撃つことができる。エネルギーゲージはショット時およびダメージ時に消費され、エネルギーアイテムを取ることによって回復する。
- フレイムスロウワー - 火炎放射器。
- ミサイルランチャー - 6連装ミサイルランチャー。
- ラウンドチャージャー - 溜め撃ち可能な8方向ショット。
- ブーメランガン - 敵を貫通するブーメラン。

乗り物
- ノーマル戦車 - 通常：高速連射砲　チャージ：巨大単発砲　移動速度：遅い
  - ダイオ私設軍の普通の戦車。なぜか戦場に乗り捨てられている。

- 武装トラック - 通常：3連バルカン砲　チャージ：回転バルカン砲　移動速度：速い
  - 荷台に3連砲を積んだダイオ私設軍軍用車。これも戦場に乗り捨てられていることが多い。

- 警備ロボット - 通常：2WAY×2門　チャージ：ロケットパンチ　移動速度：普通
  - ダイオ社が警備用に開発した二足歩行のロボット。後半ステージに搭乗。

### 登場人物（セカンドスカッド）
レオン
アメリカ陸軍少佐。巨体にひげを蓄え、サングラスを常に離さない。肉体的、精神的にも強靱で、チームのリーダーとして頼られている。
エンジェル
非常にグラマーな金髪美女で世界一のパイロットと言われている。男勝りではあるが、おしゃれな性格。前回の作戦の後に、ミルキーからの紹介でマリービーと知り合い、以後親友となる。
ルル
アンダーソン大尉の親戚筋にあたる非常に明るい少女。射撃の腕が飛び抜けていて、クレイ射撃世界大会で優勝したこともある。FBI訓練所を優秀な成績で卒業し、今回プロとして初の任務に就く。
トーイ
茶褐色の肌を持つ青年で幼い頃に両親に捨てられ施設で育った。お調子者のように見られがちだが、本当は冷静で観察力に優れている。IQは200もあり、現在はCIAの特殊捜査官として活躍中。
ナカトミ
DIOインターナショナルコーポレーション社長。某国のクーデターに協力していたが、黒幕に射殺された。
クーデター首謀者
ラスボス。最終兵器を駆使して戦う。

### 移植（セカンドスカッド）
| No. | タイトル                                             | 発売日         | 対応機種               | 発売元             | メディア                          | 備考             |
| --- | ---------------------------------------------------- | -------------- | ---------------------- | ------------------ | --------------------------------- | ---------------- |
| 1   | ショックトルーパーズ セカンドスカッド                | 1999年6月24日  | NEOGEO                 | SNK                | カセットROM                       |                  |
| 2   | ショックトルーパーズ セカンドスカッド                | 2012年9月18日  | Wii                    | D4エンタープライズ | ダウンロード バーチャルコンソール | 配信終了         |
| 3   | アケアカNEOGEO ショックトルーパーズ セカンドスカッド | 2017年6月8日   | Nintendo Switch        | ハムスター         | ダウンロード アケアカNEOGEO       | 海外版も収録     |
| 4   | アケアカNEOGEO ショックトルーパーズ セカンドスカッド | 2018年3月1日   | PlayStation 4,Xbox One | ハムスター         | ダウンロード アケアカNEOGEO       | 海外版も収録     |
| 5   | アケアカNEOGEO ショックトルーパーズ セカンドスカッド | 2018年11月30日 | Windows 10             | ハムスター         | ダウンロード アケアカNEOGEO       | 海外版も収録     |
| 6   | アケアカNEOGEO ショックトルーパーズ セカンドスカッド | 2022年4月14日  | iOS Android            | ハムスター         | ダウンロード アケアカNEOGEO       | 海外版も収録     |
| 7   | アケアカNEOGEO セレクション Vol.2                    | 2024年12月12日 | Nintendo Switch        | SNK                | Switch用ゲームカード              | 収録ソフトの一つ |

## 補足
- 移植は上記リストの他にNEOGEO Xやネオジオ ミニなどの復刻版ハードでもプレイ可能な場合がある。